# Tobias Kratzer
Tobias Kratzer (* 17. Januar 1980 in Landshut) ist ein deutscher Regisseur, der sowohl im Bereich Oper als auch im Bereich Schauspiel aktiv ist. Ende 2022 wurde bekannt, dass Kratzer ab 2025 Intendant der Staatsoper in Hamburg wird.

## Leben
Nach einem abgeschlossenen Studium der Kunstgeschichte in München und Bern studierte Kratzer an der Bayerischen Theaterakademie August Everding Schauspiel- und Musiktheaterregie. Erste Inszenierungen legte er am Münchner Akademietheater (Die sieben Todsünden, 2006, Die Verlobung in St. Domingo, 2008) und in der Münchner Reaktorhalle (La traviata, 2006) vor. Hier arbeitete er erstmals mit seinen späteren regelmäßigen Bühnenpartnern, dem Ausstatter Rainer Sellmaier und dem Dirigenten Martin Wettges zusammen.
Beim Internationalen Regiewettbewerb „ring.award“ in Graz trat Kratzer im Frühjahr 2008 in wechselnder Verkleidung unter den Pseudonymen Ginger Holiday und Nedko Morakov gegen sich selbst an. Das Team ATEF, bestehend aus Kratzer, Sellmaier und Wettges, gewann mit seiner Produktion des Rigoletto im Grazer Schauspielhaus alle vergebenen Preise. Peter Konwitschny wies in seiner Laudatio insbesondere auf den kreativen Umgang mit dem Stoff bei gleichzeitiger Werktreue und die Einheit von gelungener musikalischer Ausführung und szenischem Konzept hin. Die internationale Euphorie auf den Grazer Rigoletto sorgte für Einladungen an zahlreiche Häuser, unter anderem an die Bayerische Staatsoper (Così fan tutte, 2009), das Theater Heidelberg (Die Zauberflöte, 2009), die Wermland Opera in Karlstad, Schweden (Rigoletto, 2009), das Schauspielhaus Graz, die Oper Leipzig (Admeto, 2010) und die Oper Graz (La sonnambula, 2010).
In der Saison 2010/11 realisierte Kratzer drei überregional beachtete Opernproduktionen: Der Rosenkavalier am Theater Bremen, Anna Bolena am Luzerner Theater (Nominierung zur Inszenierung des Jahres im Opernwelt-Jahrbuch 2011) sowie Telemaco bei den Schwetzinger Festspielen und am Theater Basel. 2011/12 folgten Tannhäuser am Theater Bremen, eine szenische Version der Johannespassion an der Wermland Opera sowie die deutsche Zweitaufführung von Erkki-Sven Tüürs Oper Wallenberg am Staatstheater Karlsruhe.
In den darauf folgenden Spielzeiten gelang es Kratzer, sich als "eines der größten Regie-Talente" seiner Generation zu etablieren. Für seine Inszenierung der Operette Die Csárdásfürstin am Stadttheater Klagenfurt war er für den Österreichischen Musiktheaterpreis 2015 in der Kategorie "Beste Regie", für Die Meistersinger von Nürnberg am  Staatstheater Karlsruhe für den Deutschen Theaterpreis DER FAUST in der Kategorie "Beste Regie Musiktheater" nominiert.
Am 25. Juli 2019 hatte seine Neuinszenierung des Tannhäuser mit Valery Gergiev am Pult bei den Bayreuther Festspielen Premiere. Sie wurde als „großer Wurf“, „rasant, detailverliebt, witzig und emotional packend“, „bunter Reigen mit Witz und doppelten Bildebenen“ mit hervorragender Personenregie gelobt, die aber das zentrale Thema der Oper – die Freiheit – ausklammere und darum „letztlich wie eine Spiegelfechterei, aber mit Unterhaltungswert“ wirke. Eine weitere Auseinandersetzung mit dem Werk Richard Wagners begann Kratzer im Oktober 2024 mit seiner Inszenierung von Das Rheingold als Auftakt des gesamten Ring-Zyklus an der Bayerischen Staatsoper München.

## Auszeichnungen
- 2018: Deutscher Theaterpreis Der Faust in der Kategorie Beste Regie im Musiktheater für Götterdämmerung am Badischen Staatstheater Karlsruhe
- 2020: Oper! Award in der Kategorie Bester Regisseur[17]